# Tamba cosmoloma
Tamba cosmoloma är en fjärilsart som beskrevs av Louis Beethoven Prout 1928. Tamba cosmoloma ingår i släktet Tamba och familjen nattflyn. Inga underarter finns listade i Catalogue of Life.

## Bildgalleri

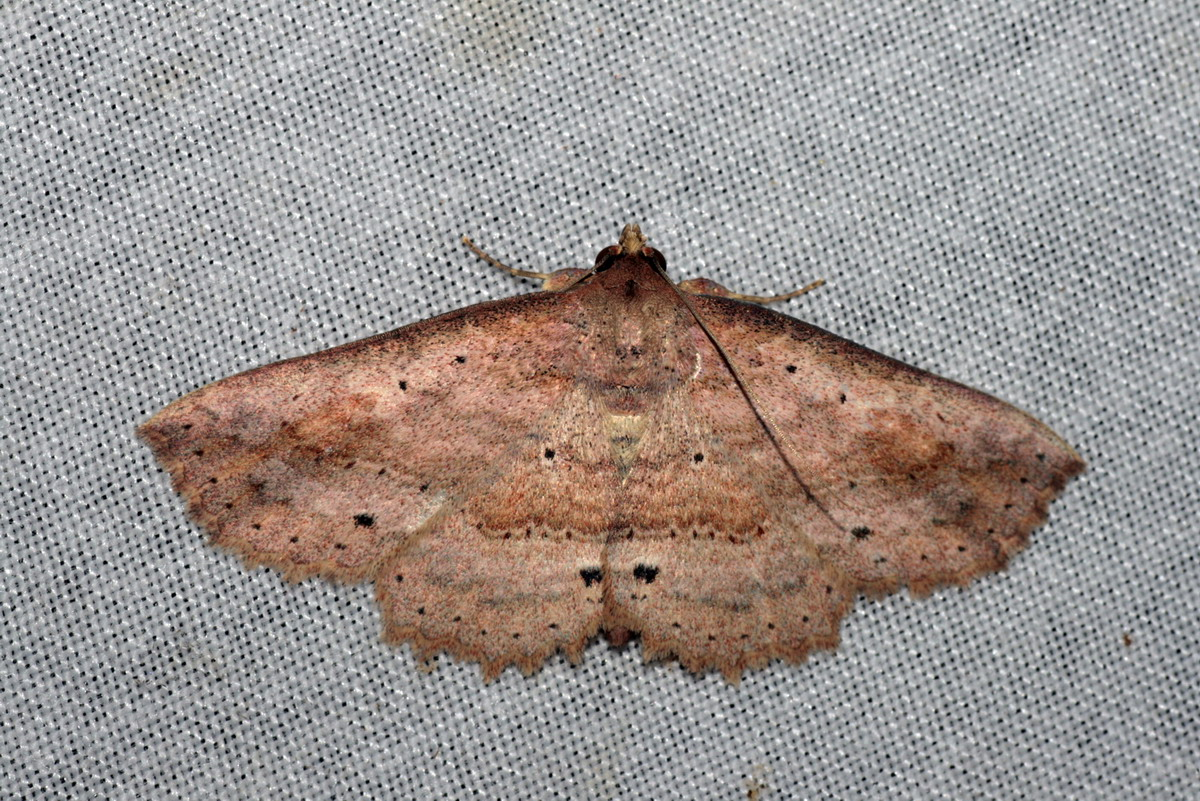